# (37434) 2002 AQ25
(37434) 2002 AQ25 es un asteroide perteneciente al cinturón de asteroides, descubierto el 8 de enero de 2002 por el equipo del JPL/GEODSS NEAT desde el Observatorio Palomar, California, Estados Unidos.

## Designación y nombre
Designado provisionalmente como 2002 AQ25.

## Características orbitales
(37434) 2002 AQ25 está situado a una distancia media del Sol de 3,126 ua, pudiendo alejarse hasta 3,435 ua y acercarse hasta 2,818 ua. Su excentricidad es 0,099 y la inclinación orbital 6,023 grados. Emplea 2019,13 días en completar una órbita alrededor del Sol.
Los próximos acercamientos a la órbita de Júpiter ocurrirán el 5 de enero de 2084, el 11 de marzo de 2094 y el 17 de mayo de 2104.

## Características físicas
La magnitud absoluta de (37434) 2002 AQ25 es 14,36. Tiene un diámetro de 8,000 Km y un albedo geométrico de 0.053.